# Natalie Kingston
Natalie Kingston, nome d'arte di Natalia Ringstrom (Vallejo, 19 maggio 1905 – West Hills, 2 febbraio 1991), è stata un'attrice statunitense.

## Biografia
Pronipote del generale messicano Mariano Vallejo e dell'industriale ungherese Agoston Haraszthy, fin dalla prima età si dedicò alla danza studiando a San Francisco. Iniziò a lavorare come ballerina di fila nelle riviste di Fanchon e Marco, due noti ballerini dell’epoca, e poi al Winter Garden Theatre di New York. Tornata in California, fu ingaggiata come "bellezza al bagno" nelle comiche di Mack Sennett.
Passata alla Paramount nel 1926, recitò parti di comprimaria in tre commedie, Miss Brewster's Millions, The Cat's Pajamas e Wet Paint. Una parte drammatica ebbe in The Night of Love (1927) e ne L'angelo della strada (1928), ed ebbe un ruolo di protagonista nei due film di avventure Tarzan the Mighty e Tarzan the Tiger, prodotti dalla Universal. Non riuscì a emergere con l'avvento del sonoro e dopo aver recitato pochi ruoli marginali, nel 1934 lasciò il cinema.

## Filmografia parziale
- Black Oxfords (1924)
- Lucky Stars (1925)
- Don Juan's Three Nights, regia di John Francis Dillon (1926)
- Wet Paint, regia di Arthur Rosson (1926)
- Miss Brewster's Millions, regia di Clarence G. Badger (1926)
- Le sue ultime mutandine (Long Pants), regia di Frank Capra (1927)
- Fiumana di fango (Framed), regia di Charles Brabin (1927)
- The Harvester, regia di James Leo Meehan (1927)
- The Night of Love, regia di George Fitzmaurice (1927)
- Capitan Barbablù (Girl in Every Port), regia di Howard Hawks (1928)
- The Port of Missing Girls, regia di Irving Cummings (1928)
- L'angelo della strada (Street Angel), regia di Frank Borzage (1928)
- Tarzan the Mighty, regia di Jack Nelson, Ray Taylor (1928)
- Tom Mix alla riscossa (Painted Post), regia di Eugene Forde (1928)
- Tarzan the Tiger, regia di Henry MacRae (1929)
- The River of Romance, regia di Richard Wallace (1929)
- L'uomo che voglio (Hold Your Man), regia di Emmett J. Flynn (1929)
- L'ultimo eroe (The Last of the Duanes), regia di Alfred L. Werker (1930)
- His Private Secretary, regia di Lewis D. Collins (1933)
- Forgotten (1933)
- Solo una notte (Only Yesterday), regia di John M. Stahl (1933)